# Rhinocypha chaoi
Rhinocypha chaoi är en trollsländeart som beskrevs av Wilson 2004. Rhinocypha chaoi ingår i släktet Rhinocypha och familjen Chlorocyphidae. IUCN kategoriserar arten globalt som livskraftig. Inga underarter finns listade i Catalogue of Life.